# Padang Sibusuak
Padang Sibusuak is een bestuurslaag in het regentschap Sijunjung van de provincie West-Sumatra, Indonesië. Padang Sibusuak telt 7703 inwoners (volkstelling 2010).